# Hvozdivka
Hvozdivka  (ucraniano: Гвоздівка) es una localidad del Raión de Mykolaivka en el Óblast de Odesa de Ucrania. Según el censo de 2001, tiene una población de 316 habitantes.